# ジョン・フォレスト・ディロン
ジョン・フォレスト・ディロン（John Forrest Dillon、1831年12月25日 - 1914年5月6日）は、アメリカ合衆国の法曹、連邦裁判所やアイオワ州の州裁判所の判事を歴任した。ディロンは、アメリカ合衆国の州の権限が基礎自治体を統制し得るものであるとする、極めて影響力の大きな論文を著した。

## 生い立ちと経歴
ディロンは、ニューヨーク州モンゴメリー郡、後のフルトン郡、ノーサンプトンに生まれた。19歳でアイオワ大学で医学に学んだ。その直後には、医師として活動を始めたが、実務経験による法曹資格の取得（Reading law）を目指して医業は断念し、1852年にアイオワ州で法曹資格を得た。エベネザー・クックと組んで弁護士事務所をで働き始めたが、1853年にスコット郡の検察官に選出され、さらに1858年には、アイオワ州第7巡回裁判所の判事に選出された。1864年1月1日には、アイオワ州最高裁判所判事に昇任し、1869年12月31日に辞任するまでその職にあった。その間には、州最高裁判所長 (Chief Justice) も2年務めた。1869年にアメリカ合衆国大統領ユリシーズ・グラントによって、合衆国巡回裁判所判事に任じられ、後の第8巡回区控訴裁判所を担当した。

## 連邦判事、学術研究

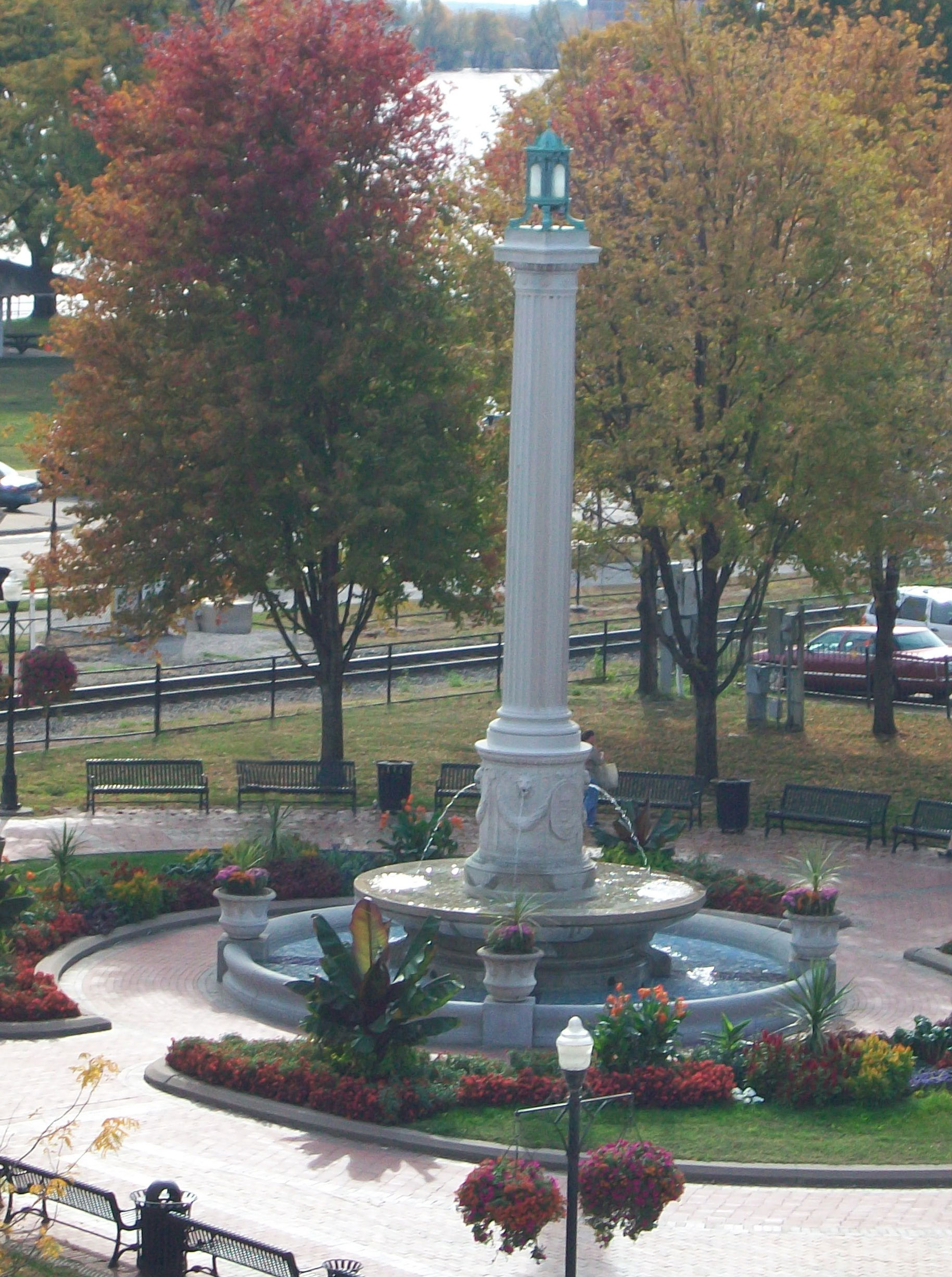
アイオワ州ダベンポートにあるディロン・メモリアル。

連邦判事の職にあった時期に、ディロンは基礎自治体の構成に関する最も初期のまとまった研究のひとつである『Municipal Corporations』（1872年）を著した。1876年には、『Removal of Cases from State Courts to Federal Courts』と『Municipal Bonds』を刊行した。1876年2月17日、ウイスキー汚職事件の裁判で、ディロンは、グラント大統領がオーヴィル・E・バブコックを弁護する形で提出した宣誓証書について、法的に容認されるという判定を下した。巡回裁判所判事を退任した後は、1879年から1882年までコロンビア・ロー・スクールの教授となり不動産やエクイティ（衡平法）について講じた。1891年から1892年にかけてはイェール・ロー・スクールで教鞭を執り、この時期には、アメリカ法曹協会会長も務めた。その後、ディロンは、1914年にニューヨークで死去するまで、弁護士としての活動を続けた。
アイオワ州ダベンポートの中心市街地には、1918年にディロン・メモリアルとして、ロマネスク様式のインディアナ州産石灰岩に、彫刻家ハリー・リヴァ (Harry Liva) が彫刻を施した石柱が建てられた。
1853年、ディロンはアンナ・マージェリー・プライス（Anna Margery Price、1835年6月19日生まれ）と結婚した。夫妻の間には、2男1女が生まれた。妻のアンナと、娘のアニー・ディロン・オリヴァー (Mrs. Annie Dillon Oliver) は、1898年7月のフランスの客船「ラ・ブルゴーニュ」の沈没事故の犠牲となった。
ディロンの長男ハイラム・プライス・ディロン（Hiram Price Dillon、1855年 - 1918年）は、アイオワ州で弁護士となり、連邦裁判所の公文書保管所長 (Master of Chancery) となった。ジョン・F・ディロンの妹はアイオワ州ダベンポートの商人ジョン・B・ジョーダン (John B. Jordan) に嫁いだ。夫妻の間に生まれた娘ジェニー (Jennie) は、ルイス・ステンゲル (Louis Stengel) と結婚し、この夫婦の間の息子として生まれ、大伯父である判事にあやかって名付けられたチャールズ・ディロン・"ケーシー"・ステンゲルは、野球界で選手、指導者として長く活躍した。

## ディロンの法則
州政府が、地方政府に対して優越するという理論は、1868年にディロンが下した判決の中で述べられ、「ディロンの法則 (Dillon Rule、Dillon's Rule)」として知られるようになった。「地方自治体の起源は州議会に帰するのであり、その権限はすべて州議会から引き出されている。州議会が地方自治体に生命を吹き込むのであり、それ無しに地方自治体は存在できない。州議会は創造するのであるから、破壊することもできる。破壊できるのであれば、権限を縮小したり統制したりすることもできる。 (Municipal corporations owe their origin to, and derive their powers and rights wholly from, the legislature. It breathes into them the breath of life, without which they cannot exist. As it creates, so may it destroy. If it may destroy, it may abridge and control.)」。一方、「クーリー・ドクトリン (Cooley Doctrine) と称される、ホームルールの理論は、固有の権利 (inherent right) としての地域の自己決定権を主張する。これに同意する意見としては、ミシガン州最高裁判所判事だったトマス・M・クーリーが、1871年に下した判決で「地方自治は絶対的な権利であり、州はそれを奪うことはできない。（... local government is a matter of absolute right; and the state cannot take it away.)」と述べたことが知られている。
著書『Municipal Corporations』（1872年）の中で、ディロンは、州の権限には、州や連邦の憲法に定められた制約の他には何の制約も課されないが、基礎自治体がもつ権限は、基礎自治体に対して付与されたものに限られるのだ、と説明した。自治体の権限について、このように捉える定型的な見解を「ディロンの法則」といい、地方自治体は、州の立法府が明示的に付与した権限、その付与された権限に必然的に付随する権限、地方自治体の存立と機能にとって本質的かつ不可欠な権限のみをもち、権限の付与に関する曖昧さは、いかなる場合も自治体にとって不利な形で解決されるべきであって、自治体の権限は狭いものとされ、また、州は、自治体が付与された権限を補うための方法を特定して指示する必要はなく、合理的である限りいかなる方法を選ぶことも自治体の裁量に委ねられる。
合衆国最高裁判所は、1907年のハンター対ピッツバーグ市事件 (Hunter v. City of Pittsburgh) の判決において『Municipal Corporations』を引用してディロンが強調した州の権限が基礎自治体に優越するという見解を全面的に採用して、ペンシルベニア州の権限を支持し、住民の大多数が反対していたにもかかわらずアレゲニーをピッツバーグ市に編入できるとした。最高裁判所の判決は、ディロンによる公共団体、自治体と、民間団体の区別に基づいて、州は、契約権を侵害することなく、基礎自治体の憲章を自在に変更したり廃止できるとした。しかし、他方では、州が新たな法を制定したり、州の憲法を改定して明示的にホーム・ルールを許可することは妨げられなかった。
合衆国では何百もの判例が、ディロンの法則を採用して、基礎自治体の権限を決定してきた。ディロンの法則への批判としては、この考え方がコミュニティの自己決定権に不合理なほどの緊張を負荷し、民主主義の足元を掘り崩しているという主張や、局地的な自治は自然権の問題であり、上位の政治構造から付与されるものではないといった議論がある。一部の論者は、ディロンのアプローチは、都市自治体がもともと腐敗した統治機構であるという、その当時の見解から引き出されたものではないかと示唆している。その後、自治体の腐敗に関する公の認識が大きく減少したにもかかわらず、ディロンの地元アイオワ州を含め、ディロンの法則を採用せず「ホーム・ルール州 (home rule states)」と称された諸州は、数の上では少数にとどまり続けた。
デイヴィッド・Y・ミラー (David Y. Miller) は、ディランはアメリカ合衆国の都市の定義に関わる、非常に大きな政治的権威をもちながら、法的な権限をほとんどもっていないという中核的なパラドックスに触れたのだと論じている。彼は、ディロンが自治体を指して「州立法府の意向に基づいた、単なるテナントに過ぎない (mere tenants at will of their respective state legislatures)」とし、「立法府がペンで一筆すれば消し去られる (eliminated by the legislature with a stroke of the pen)」と述べていることを指摘している。その一方でディロンは、地方自治体の消去は、「大いなる愚行であり、大いなる誤りである (so great a folly, and so great a wrong)」とも記している。